# Samuel Crompton

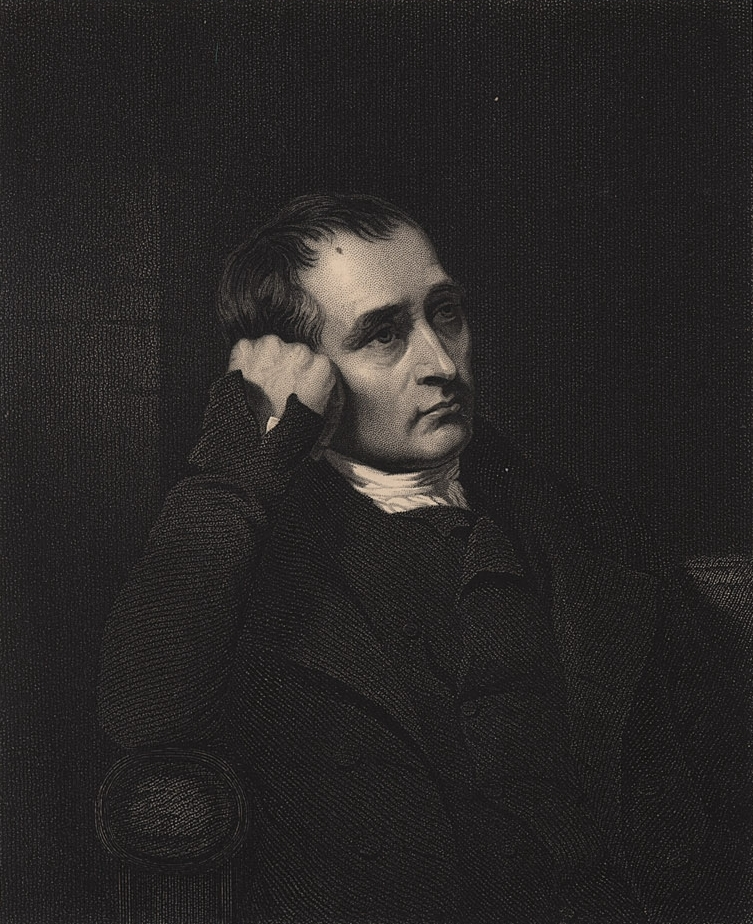
Samuel Crompton

Samuel Crompton (* 3. Dezember 1753 in Firwood Fold, nahe Bolton in England; † 26. Juni 1827 in Bolton) war ein britischer Erfinder. 1779 erfand er die Spinnmaschine Spinning Mule.

## Leben
Crompton begann im Alter von 15 Jahren mit der Spinnerei in Bolton. Da die Fäden zu jener Zeit recht dünn waren und häufig rissen, entwickelte er in den nächsten fünf Jahren in seiner Freizeit im Verborgenen eine neue Maschine, die eine Kombination der Spinning Jenny und der Waterframe darstellt.
In der Zeit der industriellen Revolution trug die Steigerung des weltweiten Exports durch die industrielle Fertigung der Spinnerei beträchtlich zum Wohlstand Englands bei. Crompton selbst jedoch konnte sich kein Patent leisten, so dass die Industrie seine Erfindung bald in Massen kopierte, ohne die Tax-Zahlungen an ihn, zu denen sich die Interessenten verpflichtet hatten, auch in vollem Umfang zu leisten. Zeit seines Lebens kämpfte er um Anerkennung für sein Werk. Das Parlament sprach ihm am 24. Juni 1812 eine Zuwendung von 5000 Pfund Sterling zu. Mit dem erhaltenen Geld engagierte er sich in einer Bleicherei, die nach anfänglichen Erfolgen 1819 versteigert werden musste.
1791 war Crompton der Swedenborgianer Kirche beigetreten, der er als Schatzmeister und bis 1823 als Chorleiter diente.
Crompton starb im Alter von 73 Jahren. Die in der Literatur häufig anzutreffende Feststellung, er sei verarmt gestorben, ist nicht ganz zutreffend. Er verfügte zwar nur über ein bescheidenes Einkommen, konnte aber damit auch in seinen letzten Lebensjahren seinen Lebensunterhalt ausreichend sichern. Dazu trug eine Rente von GB£ 63 bei, die Freunde von ihm ohne sein Wissen finanziert hatten.

## Ehrungen
Am Nelson Square in Bolton wurde am 24. September 1862 vor 10'000 Zuschauern ein Standbild Cromptons enthüllt. Dies war die erste öffentlich aufgestellte Statue in Bolton. Der Anlass wurde von 23 Musikformationen untermalt.